# 3906 Chao
A 3906 Chao (ideiglenes jelöléssel 1987 KE1) a Naprendszer kisbolygóövében található aszteroida. Carolyn Shoemaker fedezte fel 1987. május 31-én.